# Magnum (Zeitschrift)
magnum – die Zeitschrift für das moderne Leben (1954–1966) war eine der wichtigsten deutschsprachigen Kulturzeitschriften der Nachkriegszeit.
Das großformatige Magazin vereinte Beiträge namhafter Schriftsteller, Politologen und Künstler mit Reportagen wichtiger Fotografen der Zeit. Berichtet wurde aus Bereichen der Politik, des Theaters, des Films, der Fotografie sowie insgesamt zur Kultur der 1950er und 60er Jahre. Die Fotos hatten einen hohen Kunst- und Dokumentarwert. Die letzte Nummer 59 erschien im November 1966. 1960 kostete das Einzelheft 3,50 DM.
Herausgeber waren Klotilde Gassner; ab Nr. 6 Karl H. Pawek; ab Nr. 29: Alfred Neven DuMont. Chefredakteur war Karel H. Pawek, leitender Fotograf war Franz Hubmann. Erschienen ist magnum Nr. 1 in Wien, Nrn. 2–5 in Wien und Frankfurt am Main, Nrn. 6–12 nur in Frankfurt und ab Nr. 13 von 1957–1966 in Köln bei M. DuMont Schauberg.

Aus dem Ausstellungskatalog des Museums moderner Kunst, Wien 1986: 
„magnum gehörte in der zweiten Hälfte der 50er Jahre und in den beginnenden 60er Jahren zu den bedeutendsten deutschsprachigen Kulturzeitschriften. Besondere Beachtung erlangte diese zunächst in Wien, dann in Frankfurt am Main und Köln erscheinende Publikation auch durch die Art der Verwendung und Präsentation der Fotografien, denen gleiche Aussagekraft zuerkannt wurde wie den Texten. Damit unterschied sich magnum von allen anderen illustrierten Periodikas dieser Zeit.“ 
Bekannte Fotografen waren u. a.: Robert Capa, Henri Cartier-Bresson, Lucien Clergue, Andreas Feininger. Einige der bekanntesten Schriftsteller, Soziologen und Politologen sind bei der jeweiligen Ausgabe genannt:
1. 1954: Wieso modern?
2. 1954: Die junge Generation
3. 1954: Wie weiter?
4. 1954: Eine Menschheit, die photographiert
5. 1955: Der Mensch — Modell 1955
6. 1955: Die Welt wird heiter
7. 1955: Zentren
8. 1956: Die kleinen Menschen
9. Mai 1956: Die Welt an einem Punkt – Ernst Schnabel, Hans Zehrer, Siegfried Lenz u. a.
10. Sep 1956: Wo ist heute die Schönheit? – Heinrich Böll, Max Bill, Hans Heinz Stuckenschmidt u. a.
11. Dez 1956: Die Reserven – Sigismund von Radecki, Siegfried Melchinger u. a.
12. Apr 1957: Die Gesellschaft, in der wir leben – Jürgen Habermas, Karl Bednarik u. a.
13. Jul 1957: Das Theater ist im Kommen
14. Sep 1957: Die Ära der Freizeit hat begonnen – Paul Schallück, Denis de Rougemont u. a.
15. Dez 1957: Wie könnten wir leben...
16. Feb 1958: Die Situation der Frau – Friedrich Heer, Rolf Becker, Alfred Andersch u. a.
17. Apr 1958: Der neue Blick in der Photographie
18. Jun 1958: Analyse einer Weltausstellung – Rolf Schroers, Robert Jungk u. a.
19. Aug 1958: Das Gegenteil ist auch wahr – Joachim-Ernst Berendt, Joachim Kaiser u. a.
20. Okt 1958: Eine Lanze für den Mann
21. Dez 1958: Gründe zum Optimismus
22. Feb 1959: Der Dadaismus in unserer Zeit – Hans Richter, Walter Höllerer, Adolf Portmann u. a.
23. Apr 1959: Die Flut der Bilder – Martin Walser, Hans Magnus Enzensberger u. a.
24. Jun 1959: documenta '59 / Documenta der Kunst – Documenta des Lebens
25. Aug 1959: Das Abenteuer des Wohnens – Klaus Fischer, Siegfried Melchinger u. a.
26. Okt 1959: Provinz oder Metropole / Berlin
27. Dez 1959: Mensch bleibt Mensch
28. Feb 1960: Das Ballett muß sich entscheiden – Heimito von Doderer, H. C. Artmann, Walter Jens, Rolf Becker u. a.
29. Apr 1960: Haben die Deutschen sich verändert? – Carl Zuckmayer, Erich Kuby, Golo Mann u. a.
30. Jun 1960: Wie geht es weiter? (Kunstheft)
31. Aug 1960: Tabu
32. Okt 1960: Der Realismus unserer Zeit – Enno Patalas u. a.
33. Dez 1960: Die Gegenwart aller Zeiten – Friedrich Heer, Gerhard Szczesny, Robert Jungk u. a.
34. Feb 1961: Faktum Fernsehen – Gustav René Hocke, Peter von Zahn, Thilo Koch u. a.
35. Apr 1961: Die tollen Zwanzigerjahre – Werner Heisenberg, u. a.
36. Jun 1961: TABU II – Ralf Dahrendorf, Dorothee Sölle, Paul Celan, Hans Arp u. a.
  - Sonderheft 1961: Woher wohin – Bilanz der Bundesrepublik – Jürgen Habermas, Fabian von Schlabrendorff, Kurt Sontheimer u. a.
37. Aug 1961: Geliebter Kitsch – Harry Pross, Friedrich Luft u. a.
38. Okt 1961: Zukunft ohne Stil? – Le Corbusier, Richard Neutra, Hans Scharoun u. a.
39. Dez 1961: Berlin bleibt frei! der Westen
40. Feb 1962: Der Grossvater – Adolf Portmann, Werner Hofmann u. a.
41. Apr 1962: Bilanz Berlin – Sebastian Haffner, Marion Gräfin Dönhoff, Margret Boveri, Hans Werner Richter u. a.
42. Jun 1962: Sittenbilder von heute
43. Aug 1962: Wien
44. Okt 1962: Der Osten – Dolf Sternberger, Iring Fetscher u. a.
45. Dez 1962: Am Ende Europa – Truman Capote, Paul Wilhelm Wenger u. a.
46. Feb 1963: Jahrmarkt – Jean Genet, Heinrich Vormweg u. a.
47. Apr 1963: Experimente – François Bondy, Ferdinand Kriwet u. a.
48. Jun 1963: Sicherheit ist gefährlich – Henry A. Kissinger, Hubert Fichte, Theo Sommer u. a.
49. Aug 1963: Augenzeugen. Drei Reportagen – Ludwig Marcuse, Joachim Kaiser, Helmut Heissenbüttel u. a.
50. Okt 1963: Der Kunstmarkt Heft 1-50 zu einem Überblick verfasst – Alfred Neven DuMont, Kay Lorentz u. a.
51. Dez 1963: Der Einzelgänger
52. Feb 1964: Der umworbene Mensch
53. Apr 1964: Autorität – Ernst Bloch, Roland H. Wiegenstein, Heinz Ludwig Arnold u. a.
54. Jun 1964: Die Lehrer unserer Kinder – Hermann Kesten, Martin Gregor-Dellin, Hildegard Hamm-Brücher u. a.
55. Jahresheft 1964: Deutschlands Schriftsteller – Gottfried Benn, Helmut Heißenbüttel, Armin Mohler u. a.
56. Sonderheft 1965: Das Dilemma im Osten
57. Nov 1965: Triumph der Frau
58. Apr 1966: Katholizismus in der Bundesrepublik
59. Nov 1966: Die verlorenen Paradiese der Deutschen